# مانکن پیس
مانکن پیس (به انگلیسی: Manneken Pis) یا «پسرکی که ادرار می‌کند»، مجسمهٔ برنزی کوچکی است از یک پسر لخت که در حال ایستاده در حوضچهٔ فواره ادرار می‌کند. این مجسمه به عنوان یکی از نمادها و دیدنی های بروکسل شناخته می‌شود.

## تاریخچه و افسانه
این مجسمه ۶۱ سانتیمتری در سال ۱۶۱۹ توسط مجسمه‌ساز هلندی جرمی دکسنوی ساخته شده‌است. گفته می‌شود مدل امروزی نوع بازسازی شده آن است و مجسمه اصلی در موزه گراند پالاس بروکسل نگهداری می‌شود.
افسانه‌های زیادی دربارهٔ علت ساخت آن وجود دارد ازجمله اینکه گفته شده‌است که در جنگ بین سربازان گادفری سوم از لون و دشمنانش از گریمبرژان سربازان گادفری، کودکی دو ساله را در سبدی از درخت آویزان کرده بودند که باعث تشویق و ترغیب آن‌ها به جنگ شود و درحالی که سربازان دشمن از زیر درخت عبور می‌کردند کودک به روی آن‌ها ادرار می‌کند و این باعث شکست این سربازان دشمن می‌شود. چندین نوع افسانه دیگر نیز در ارتباط با انگیزه ساخت این تندیس نقل شده‌است.

## شهرت و مراسم

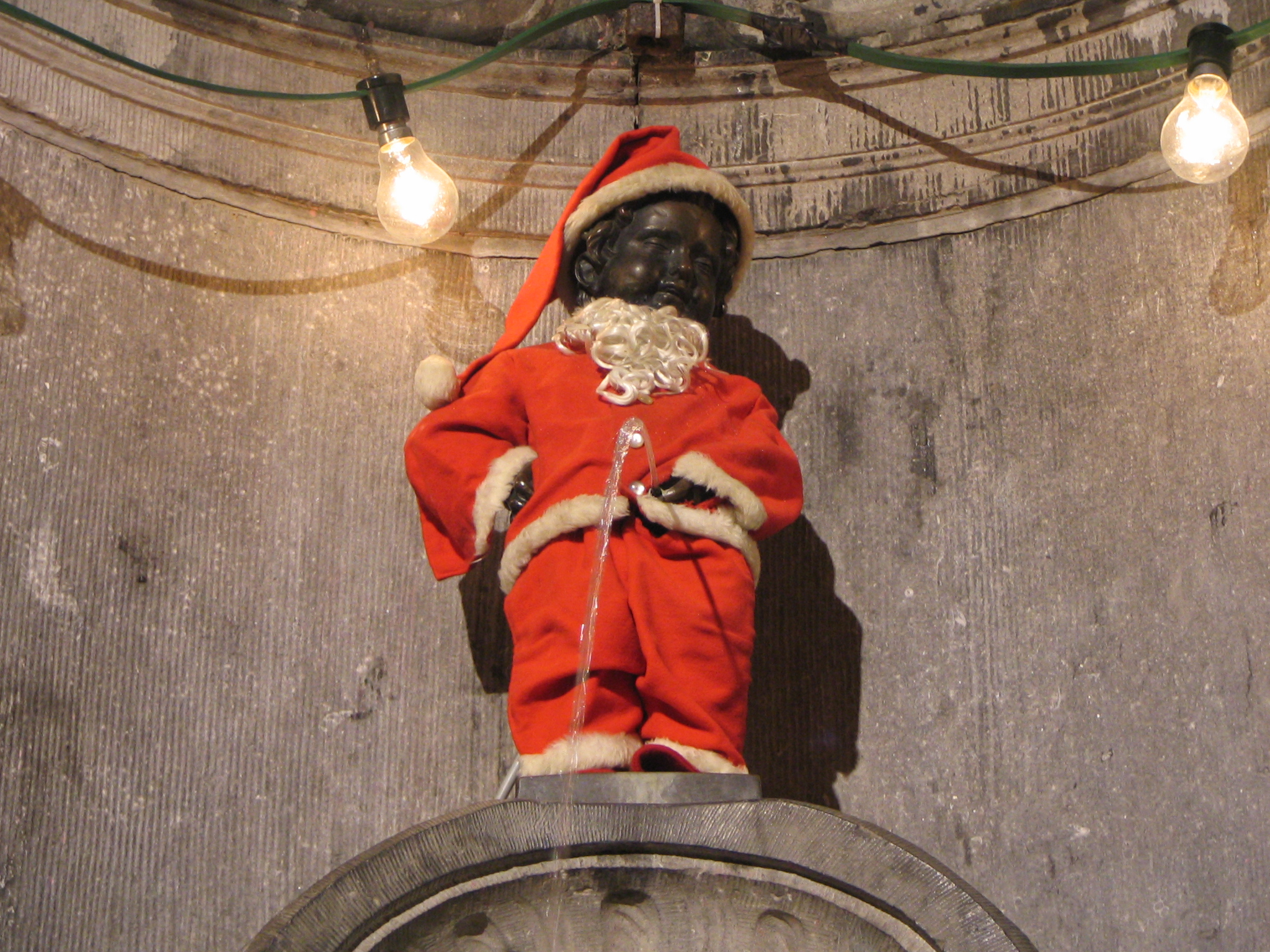
در لباس بابا نوئل

در طی سالیان متمادی این تندیس به یکی از مهم‌ترین نمادهای شهر بروکسل تبدیل شده‌است. همه گردشگرانی که به بروکسل می‌آیند به دیدن آن می‌روند. علاوه بر آن برای خود مردم شهر نیز جاذبه خاصی دارد، به‌طوری‌که در زمان‌های معینی از هفته مراسم لباس پوشاندن و آرایش تندیس انجام و مردم در مراسم حضور پیدا می‌کنند و برنامه هفتگی آن به‌طور مرتب چاپ و منتشر می‌گردد.
لباس‌های مختلف از لباس محلی بلژیک و سایر کشورها دوخته و به مجسمه پوشانده می‌شود. صدها دست لباس در کمد لباسهای وی در موزه گراند پالاس نگهداری می‌شود این مراسم در قرن بیستم رواج عمده پیدا نموده ولی از قرن ۱۷ میلادی این مراسم برگزار می‌شود و با موسیقی و رقص و پایکوبی همراه است.

## الگو برداری
نمونه‌های متعددی از روی مانکن پیس در شهرهای مختلف بلژیک ساخته شده‌است حتی در خود بروکسل نمونه تندیس دخترانه آنهم ساخته و نصب شده‌است. همچنین در کشورهای دیگر مثل ژاپن و برزیل نمونه‌هایی از آن در مکان‌های عمومی گذاشته شده‌است.